# Wesley Korir
Wesley Korir (Kitale, 15 november 1982) is een Keniaanse atleet, die is gespecialiseerd in de marathon.

## Biografie
Korir is geboren in een arme familie in Kitale, een stad in het uiterste westen van Kenia. Toen hij jong was, legde hij 5 mijl (8 km) naar school hardlopend af. Meestal kwam hij weer thuis om te lunchen of zijn moeder te helpen, waardoor hij in totaal 30 km rende per dag.
Toen Wesley twaalf jaar was, overleed zijn broer door een slangenbeet. Het dichtstbijzijnde ziekenhuis (30 km) was te ver weg om zijn leven te redden. Dit incident zou later een drive voor hem zijn om medische voorzieningen voor iedereen dichtbij te regelen.
In 2003 emigreerde hij naar de Verenigde Staten, hij ging wonen in de staat Kentucky. Hij ging studeren aan de Murray State University. Na zes maanden ging hij biologie studeren aan de Universiteit van Louisville. Deze studie sloot hij in 2008 succesvol af.
Hij nam niet deel aan wedstrijden tot de highschool. In 2004 nam hij deel aan de Ohio Valley Conference kampioenschappen, waarbij hij zowel de 5000 m als de 10.000 m won.
Zijn marathondebuut maakte Korir in 2008. Bij de Chicago Marathon won hij de open divisie en werd vierde overall in 2:13.53. In zowel 2009 als 2010 won hij de marathon van Los Angeles. Zijn persoonlijk record van 2:06.13 liep hij op de Chicago Marathon in 2012.
Op de Olympische Spelen van 2016 in Rio de Janeiro nam hij deel aan de marathon, maar hij finishte niet.
Korir is ook politiek actief. In 2013 werd hij verkozen tot het parlement van Kenia. Sindsdien probeert hij zijn politieke carrière te combineren met het hardlopen.
Hij is getrouwd met Tarah McKay (een hardloopster die hij kende van de University of Louisville) en samen hebben ze een dochter.

## Persoonlijke records
Baan
| Onderdeel | Prestatie | Datum         | Plaats     |
| --------- | --------- | ------------- | ---------- |
| 1500 m    | 3.45,57   | 21 april 2007 | Louisville |
| 5000 m    | 13.40,47  | 8 juni 2007   | Sacramento |
| 10.000 m  | 29.06,83  | 6 mei 2007    | Storrs     |

Weg
| Onderdeel      | Prestatie | Datum             | Plaats       |
| -------------- | --------- | ----------------- | ------------ |
| 10 km          | 29.01     | 28 mei 2011       | Ottawa       |
| 20 km          | 58.19     | 18 maart 2012     | New York     |
| halve marathon | 1:02.40   | 19 september 2010 | Philadelphia |
| 25 km          | 1:14.28   | 10 oktober 2010   | Chicago      |
| 30 km          | 1:28.46   | 9 oktober 2011    | Chicago      |
| marathon       | 2:06.13   | 7 oktober 2012    | Chicago      |

Indoor
| Onderdeel | Prestatie | Datum           | Plaats      |
| --------- | --------- | --------------- | ----------- |
| 3000 m    | 8.07,45   | 27 januari 2006 | Bloomington |

## Palmares

### 5 km
- 2008:  Anthem Fitness Classic in Louisville - 14.28
- 2009:  Anthem Fitness Classic in Louisville - 14.24
- 2010:  Anthem Fitness Classic in Louisville - 14.36
- 2012:  B&O Yorkville Run in Yorkville - 14.06

### 10 km
- 2008:  Rodes City Run in Louisville - 29.29
- 2010: 7e Peachtree Road Race - 28.07
- 2011:  10 km van Ottawa - 29.00,3
- 2015: 9e 10 km van Ottawa - 29.36,6

### halve marathon
- 2008:  halve marathon van Louisville - 1:05.18
- 2009:  halve marathon van Carlsbad - 1:02.45
- 2009:  halve marathon van Louisville - 1:04.10
- 2010:  halve marathon van Carlsbad - 1:04.04
- 2010:  halve marathon van Louisville - 1:06.34
- 2010: 7e halve marathon van Philadelphia - 1:02.40
- 2011:  halve marathon van Carlsbad - 1:02.46
- 2012: 4e halve marathon van New York - 1:01.19
- 2014: 14e halve marathon van New York - 1:03.34
- 2014:  halve marathon van Louisville - 1:03.36
- 2015: 10e halve marathon van New York - 1:03.11

### marathon
- 2008: 4e Chicago Marathon – 2:13.53
- 2009:  marathon van Los Angeles – 2:08.24
- 2009: 5e Chicago Marathon – 2:10.38
- 2010:  marathon van Los Angeles – 2:09.19
- 2010: 4e Chicago Marathon – 2:08.44
- 2011: 4e marathon van Los Angeles – 2:13.23
- 2011:  Chicago Marathon - 2:06.15
- 2012:  Boston Marathon - 2:12.40
- 2012: 5e Chicago Marathon - 2:06.13
- 2013: 5e Boston Marathon - 2:12.30
- 2013: 9e New York City Marathon - 2:11.34
- 2014: 4e marathon van Ottawa - 2:09.17,0
- 2014: 8e Chicago Marathon - 2:11.09
- 2015: 5e Boston Marathon - 2:10.49
- 2015: 6e Chicago Marathon - 2:10.39
- 2016: 4e Boston Marathon - 2:14.05
- 2016: DNF OS
- 2017: 15e Boston Marathon - 2:18.14